# 6583 Дестін
6583 Дестін (6583 Destinn) — астероїд головного поясу, відкритий 21 лютого 1984 року.
Тіссеранів параметр щодо Юпітера — 3,368.